# LuLuCa
LuLuCa（ルルカ）は、静岡市のオムニバスタウン事業の一環によりパサールカードの後継として開発され、静鉄グループが提供するグループポイントカードを基本機能とし、静岡鉄道静岡清水線および、しずてつジャストラインの一般・受託路線バスで共通利用可能な非接触型ICカードシステムによる乗車カードとしての機能を付与させたり、同社がクレジットカード会社（後述）と提携して発行するカードブランドの総称である。発行・運営は静岡鉄道内の「しずてつカード事務局」が行っている。IC乗車機能を持つLuLuCaであっても、電子マネー機能は搭載されていないと目されたが、その後実装している。LuLuCaは造語で、LuLuCaのLuLuは英語で、目立つ人、素敵な人という意味がある。
正式名称はSHIZUTETSU CARD LuLuCa（しずてつカード ルルカ）。

「タッチ&ゴー」の動き

## 歴史
- 2006年（平成18年）
  - 3月24日 - しずてつカード「LuLuCa【PASAR+POINT】（ルルカ パサール）・LuLuCa+（ルルカ プラス）（詳しくは、後で述べる）」を、しずてつジャストライン小鹿営業所・しずてつジャストライン唐瀬営業所が運行する一般乗合バス車載機で取扱いを開始。順次、静岡市内の各営業所および、静岡市内に乗り入れる路線・車両へ段階的に展開（導入過渡期には、旅客に向けて三保静岡線（当時）・静岡日本平線・中部国道線など、取扱いを除外または車両によって取扱わない場合のある路線・系統が、別掲で案内されていた）[3][4][5]。
  - 10月28日 - 電車全駅の自動改札機・券売機でサービス開始[3][4][5]。
- 2007年（平成19年）
  - 9月1日 - PiTaPa・ICOCAサービス開始。
  - 12月31日 - 静鉄レールクラブの新規会員の受付け終了。
- 2008年（平成20年）
  - 3月8日 - 静岡市内において、IC定期券サービス開始[3][4][5]。
  - 3月31日 - 静鉄レールクラブのサービスを終了。
- 2011年（平成23年）9月 - 「LuLuCaPaLeTa（ルルカ パレッタ）」会員募集開始[6][7][8][9]
- 2012年（平成24年）3月 - しずてつジャストライン路線バス全線（運行受託自治体自主運行路線バス全線も含む）への導入完了。取扱い除外路線は下記参照[3][4][5]。
- 2013年（平成25年）
  - 3月23日 - 交通系ICカード全国相互利用サービスの全10種類の内のPiTaPa・ICOCAを除く残りの8種類を導入。
  - 8月20日 - 富士山の世界文化遺産登録を記念して、三保の松原柄の「LuLuCa【PASAR+POINT】（ルルカ パサール）を約3000枚発売[要出典]。
- 2014年（平成26年）3月1日 - LuLuCa【PASAR+POINT】（ルルカ パサール）・LuLuCa+（ルルカ プラス）の電車・バス利用割引サービスを入金時のプレミアから乗車時のポイントに変更[注釈 1][注釈 2]。
- 2015年（平成27年）4月1日 - LuLuCa【PASAR+POINT】（ルルカ パサール）・LuLuCa+（ルルカ プラス）の電車・バス利用割引サービスの乗車時のポイントの内容を変更[注釈 3]。
- 2016年（平成28年）11月1日 - 「LuLuCa【PASAR+POINT】（ルルカ パサール）・LuLuCa+（ルルカ プラス）での電車・バス以外のお支払い（LuLuCa電子マネー）を順次開始[10][11][12][13][注釈 4]。また、バス専用学生カードが電車・バス共通化となった[注釈 5][14][リンク切れ]。
- 2020年（令和2年）
  - 9月1日 - 「新静岡セノバ」LuLuCa電子マネーショッピング取り扱い縮小（B1フロア以外での取り扱い終了）[15]
  - 9月15日 - 静鉄タクシーでタブレット型キャッシュレス決済機導入に伴い、静鉄タクシーでのルルカポイントを一時停止。なお、静鉄タクシーのレシートを新静岡セノバの5Fルルカカードカウンターに提示・提出すれば、付与される[16]
  - 4月1日 - 静岡鉄道静岡清水線・しずてつジャストラインのご利用金額100円毎に5ポイントが、1ポイントに変更[17][注釈 6]。
- 2022年（令和4年）7月31日 - パサールカード利用終了[18][19][20][21][22]。
- 2023年（令和5年）
  - 3月31日 - PiTaPaでの静岡鉄道静岡清水線・しずてつジャストライン「利用額割引」を終了[23]。
  - 9月19日 - LuLuCaモニター終了[24]
  - 10月3日 - LuLuCaアプリスタート[25]
  - 11月15日 - 無料ファイナンシャル・プランニングサービス開始[26]。

## 種類
機能によって全4種類の新規発行をしていたが、現在の新規発行は、LuLuCa【POINT】（ルルカ ポイント）を除く3種類である。

### LuLuCa【POINT】（ルルカ ポイント）
新静岡セノバやしずてつストアなどでの買い物の金額に応じてポイントが貯まり、500ポイントに達するとしずてつストア各店・新静岡セノバ地階／5階・藤枝ゴルフクラブに設置の発行機にカードを挿入し操作することにより、額面500円単位で静鉄グループ各社各店の商品・サービスに金券として支払い可能な「ポイントギフト券」と交換できる。なお、一部の商品・サービスには引換できない。新静岡セノバの前身の新静岡センター で発行されていた「センターポイントカード」の後継にあたる。乗車カードの機能はない。
なお、現在は、LuLuCa【POINT】（ルルカ ポイント）での新規発行を行っていないため、今後全て残りの3種類の 「LuLuCa【PASAR+POINT】パサール」と「LuLuCa+（ルルカ プラス）」と「LuLuCaPaLeTa（ルルカ パレッタ）」に統一されている。

### LuLuCa【PASAR+POINT】（ルルカ パサール）
LuLuCa【POINT】（ルルカ ポイント）の機能に加え、静岡鉄道・しずてつジャストラインで共通利用可能な、プリペイド方式のサイバネ規格／FeliCaの技術を用いた非接触型ICカードシステムによる乗車カード機能が付く。静鉄グループの共通磁気乗車カード「パサールカード」の後継として位置付けられる。このカードのみ、発行時にデポジットとして1枚500円を要する。
チャージは1,000円単位で、残額が50,000円に達するまで可能。2014年2月28日まではチャージすると金額に応じたプレミアムが付き、カードの種類によって入金額に対するプレミアムの額が異なっていた。同年3月1日からは電車・バスに乗った時にポイントが付き、カードの種類によって乗車に対するポイント数が異なる。
記名式と無記名式があるが、無記名のままだと静鉄グループのポイント機能が使用できず、紛失再発行もできない。無記名カードは取扱窓口で入会申し込みをすると記名カードに変更される。
IC乗車カード機能の種別は、以下の通り。
一般カード（電車・バス共通）
- 一般小児は小児運賃適用の小学校6年生までが利用でき（発行時に身分証明書の提示が必要）、小児運賃で精算され、小学校卒業予定年度までの有効期限が設定される。

特割カード（電車・バス共通）
- 障害者が利用できる（発行時に該当する証明書の提示および、コピーの持参が必要）。
- 障害者割引運賃（通常の運賃の半額、端数は10円単位に切り上げ）で精算される。
- 特割小児は小児運賃適用の小学校6年生までの障害者が利用できる。
- 年度変わり（3月以降）に窓口での更新が必要で、更新しない場合は乗車カード機能が使用不可となる。

学生カード（電車・バス共通）
- 通学される学生が利用できる（発行時に窓口で、在籍する教育機関が発行する通学証明書および、在学証明書・学生証・生徒手帳（小学生は身分証明書）の提示を要する）。
- 学生小児は通学される小児運賃適用の小学校6年生までが利用できる。
- 小学生は卒業予定年度の3月以降、中学生・高校生・大学生・専門学校生は年度変わり（3月以降）に窓口で証明書類の提示が必要で、更新しない場合は乗車カード機能が使用不可となる[注釈 11]。

なお、2014年9月まで販売されていたパサールカードの「電車・バス共通昼間専用カード」（利用時間帯を昼間帯に限定する条件で、プレミアムを割り増ししたカード）に相当するサービスは、LuLuCaでは設定されていない。

### LuLuCa+（ルルカ プラス）
上記2機能に加えて、JCBとの提携によるクレジットカード機能が付属。小児・家族用は設定がない（後述）。
オートチャージ機能やポストペイ決済は、PiTaPa機能を持つ「LuLuCa+PiTaPa」カードで提供されていた。PiTaPa（ルルカプラスの付帯カードとしては発行中止）のほか、QUICPay、ETCカードの追加が可能。
LuLuCa+PiTaPaカードの申し込みは、まず「LuLuCa+」の会員であることが必須であった。別途での申し込みのため、カードはe-kenet PiTaPaやKIPS PiTaPaカードと同様に分離型である。
静鉄グループのほか、JCBカード加盟店でのクレジット利用でもポイントが貯まる。本項カードの年会費については、入会初年度は無条件で無料、翌年度以降は1回でもカードによるショッピング、追加カードのサービス、またはLuLuCa+PiTaPaカードを利用すれば無料（なお、LuLuCa+PiTaPaカードの追加発行を受けた場合は、1年間にLuLuCa+PiTaPaカードを一度も利用しない場合、PiTaPa維持管理料として年間1,050円を徴収される）。小児・家族用カードは、LuLuCa+およびLuLuCa+PiTaPaとも、2013年3月時点では設定されなかった。
カードフェイスに印字された有効期限月をもって、ショッピング機能はもとより乗車カードとしての機能も喪失する。このため、交通乗車残額が10円でも手持ちの旧カードに残っている場合、廃棄処理を行うことなく、手元に郵送された新カードとともに有効期限月末日までに取扱い窓口に持参し、カード残額の移し替え処理を要する。新カード到来時に同封される注意紙片も参照。

### LuLuCaPaLeTa（ルルカ パレッタ）
LuLuCa【POINT】（ルルカ ポイント）機能に加え、三井住友カードとの提携によるクレジットカード機能が付属。iD、ETCカード、家族用カードの追加が可能。
静鉄グループのほか、Visa加盟店でのクレジット利用でもポイントが貯まる。年会費については、入会初年度は無条件で無料、翌年度以降は1回でもカードによるショッピング、または追加カードのサービスで決済を利用すれば無料（家族用カードも同様）。三井住友カードとの提携カードであるが、2013年3月現在PiTaPaの追加発行はできない。

## LuLuCa IC定期券
2008年3月8日から、電車全線と一部路線を除いたしずてつジャストラインの静岡市内のバス路線で、LuLuCa【PASAR+POINT】（ルルカ パサール）・LuLuCa+（ルルカ プラス）に定期券データを記録し、LuLuCaを定期券として利用できるサービスが開始された。その後、2008年10月1日発行分から、電車乗車区間を含む定期券はすべてLuLuCa IC定期券に置き換えられ、磁気式定期券は廃止。バス専用の定期券は、IC定期券と従来型定期券を併売していたが、2012年10月1日販売分より、IC定期券に一本化された（従来型定期券は有効期間満了まで有効であった）。
特徴と注意点は次の通り。
- 通勤、通学、通学ウィークデー、バス・電車連絡、大御所パス（バス専用を除く）の各定期券に対応する。
- チャージした金額を、定期券区間外利用時の自動精算に充当できる。
- カードラインナップ上、券面に定期券情報を表示できないため、利用時は定期券データを記録したLuLuCaと、定期券の内容を記載した「定期券控え」の双方を携帯する必要がある。

## ポイント付与・特典が利用可能な店舗など
カード呈示によりポイントが付与される店舗
- 新静岡セノバ（一部テナント・サービスを除く。ポイント付与率および付与方法も全店舗横並びではない。）
- しずてつストア（直営売場のPOSレジおよび一部のテナント。金券類・カウンターサービス・たばこなど一部商品、大半のテナント、店頭臨時出店者の販売商品を除く）
- 藤枝ゴルフクラブ
- 静鉄自動車学校
- 東海自動車工業
- 静岡鉄道不動産部（ポイント付与に限度額あり）
- しずてつジョイステップバス
- 静鉄観光サービス
- 静鉄ホテルプレジオ
- PRONTO静岡駅北口店
- 静鉄タクシー
- トヨタカローラ東海
- ネッツトヨタスルガ
- 静岡トヨペット
- トヨタレンタリース静岡

などの静鉄グループ。
また、静鉄電車・しずてつジャストライン沿線を中心とした「ルルカ協力店」で、カード呈示により特典が受けられる。

## 乗車カードとして利用できる交通機関
| 一代前のLuLuCaチャージ機 |  | 最新のLuLuCaチャージ機 |
| 一代前のLuLuCaチャージ機 |  | 最新のLuLuCaチャージ機 |

乗車カードとして利用できる交通機関は、主に静岡鉄道・しずてつジャストラインの路線バス全線そして一部の自治体自主運行バス路線である。その詳細を以下に述べる。
静岡鉄道での適用範囲
静岡清水線（静鉄電車各駅すべての自動改札機・タッチパネル式青色・オレンジ色自動券売機）
しずてつジャストラインでの適用範囲
路線バス全線、新静岡バスターミナル・静岡駅前バス案内所等に設置の簡易チャージ機（特急静岡相良線・富士山静岡空港静岡線・藁科地区デマンドバス・南アルプス登山線・Jリーグシャトルバスを含み、安倍川花火大会・日本平まつり・朝比奈大龍勢・エコパ催事輸送などの臨時シャトルバス・竜爪山線デマンドバス「りゅうそう号」・定期観光バス・県外高速線を除く
自治体自主運行バスでの適用範囲
静岡市自主運行バスのうち、同社が運行受託する駿府浪漫バス
焼津市自主運行バスの全線（焼津循環線「ゆりかもめ」「さつき」・大井川焼津線・大井川西部循環線「すいせん」「さくらえび」）
藤枝市自主運行バスのうち、同社が運行受託する藤枝駅善左衛門線・西焼津駅水守線・朝比奈線（龍勢号）
島田市自主運行バスのうち、同社が運行受託する伊久身線・相賀線・湯日線・大津線・田代の郷温泉線
島田市と牧之原市の共同自主運行バスで、同社が運行受託する勝間田線
島田市・牧之原市・菊川市 3市の共同自主運行バスで、同社が運行受託する萩間線
牧之原市自主運行バス　鬼女新田線
牧之原市と御前崎市の共同自主運行バス　相良浜岡線・相良御前崎線
御前崎市自主運行バスのうち、コミュニティバス試験運行路線を除いた同社が運行受託する御前崎市内線
静鉄グループの掛川バスサービスと秋葉バスサービスの全線、しずてつジャストライン以外の事業者が受託する自治体自主運行バスおよび、静岡市・島田市が直接運行する自主運行バスでは、2013年3月現在使用できない。
その他路線での適用範囲
- 2012年度より、静岡市内に乗り入れる車両を除いて運賃箱が未対応だった相良・浜岡の各営業所管轄路線でも導入が開始され、同社が運行する路線バス全線で使用が可能になった。
- 富士山静岡空港島田線に充当の一部車両では、LuLuCaへの現金チャージを取扱わないなど、車載機取扱いについて制限を有する。

## 並行導入とそれらの相互利用

相互利用関係（クリックで拡大）

交通系ICカード全国相互利用サービスにより、加盟するカード全てがLuLuCaエリアで利用できる。静岡鉄道電車各駅・しずてつジャストラインの一般乗合バス・自治体受託路線は「PiTaPa交通ご利用エリア」であるため、サービス内容はPiTaPaとそれ以外では異なる（制限を有する）。
PiTaPa
静岡鉄道・しずてつジャストラインの静鉄グループ内をはじめ、国内広域での共通利用を見据えたIC乗車カードとして、LuLuCaと並行導入された。
スルッとKANSAI協議会の加盟承認を受け、2007年9月1日にサービスを開始した。当初は「LuLuCa+」会員向けに静鉄グループからも「静鉄グループカード LuLuCa+PiTaPa（ルルカ プラス ピタパ）」の名称でPiTaPaカードも別途発行されていた。なお「ルルカ プラス ピタパ」自体はLuLuCa事業からの静岡銀行参画撤退により、有効期限満了で終了。
LuLuCa利用可能エリアに加え、ICカード全国相互利用サービス対応エリアで利用可能なほか（LuLuCa[PASAR+POINT]およびLuLuCa+本体は、他の交通エリアで使用することはできない）、PiTaPa電子マネーによるショッピングも可能（ただし、PiTaPa電子マネー機能は全国相互利用の対象外）。
取扱路線はLuLuCaに準拠。1か月間（1日から末日）に静鉄電車・しずてつジャストラインの路線バスを利用した金額の合計が1,000円未満の場合は無割引。1,010円以上となった場合に、基本請求額から1,000円を減じた額が割引請求となる。
その他加盟カード
PiTaPa以外の加盟カードでの運賃支払いも、LuLuCaエリアで取り扱う（ただし片利用のみで、LuLuCaを他の交通エリアで使用することはできない）。
静鉄グループ内で加盟カードへのチャージ（相互利用サービス対応エリアでPiTaPaを使用するための、同カードへの現金チャージを含む）を取り扱う場所・時間は、静鉄静岡清水線入江岡駅以外の自動券売機、新静岡駅・草薙駅・新清水駅と、しずてつジャストライン新静岡バスターミナルの窓口営業時間内のみ。主要駅改札内精算機・チャージ機・バス運賃箱での現金チャージ、電車各駅券売機における乗車券への引換および精算機での不足運賃充当は非対応。静鉄電車各駅（入江岡駅を除く）券売機と上記4箇所窓口以外での静鉄グループ営業エリア内における現金チャージは、JR駅のIC対応機器（加盟カード全種）および、取扱いコンビニエンスストア（PiTaPaおよび旧型Suicaは取扱い除外）店頭の交通系ICカード対応レジなどに限られる。加盟カード使用時の運賃は無割引（現金での乗車と同額）。
なお、県西部地域で遠州鉄道が提供するナイスパスとサービスを連携させる予定は、PiTaPaなどを介する内容を含めて、2021年初現在策定されていない。

## ポイントの使い方
- ポイントギフト券に交換。ポイントギフト券は、500円券、1000円券、5000円券の3種類[32]。
- 静岡鉄道の主要駅及びしずてつジャストラインの主要場所で、ポイントからチャージを申告(最小500ポイントから)[32]。
- しずてつストアのみ、レジで使いたい分(1ポイント1円)を申告。[33]
- LuLuCaアプリのバーコード支払い[32]